# Zonsverduistering van 14 december 2020
De totale zonsverduistering van 14 december 2020 is veelal over zee getrokken. In Chili en Argentinië was een smalle strook op land waar de eclips kon worden waargenomen.

## Lengte

### Maximum
Het punt met maximale totaliteit lag in Argentinië in dun bevolkt gebied in de buurt van de stad Sierra Colorada en duurde 2m09,7s.

### Centrale lijn
De centrale lijn passeerde in Chili de steden Teodoro Schmidt (2m08,5s) en Villarrica (2m08,8s), en in Argentinië de stad Pilolil (2m09,1s).

### Limieten
| Fenomeen                    | Code | Tijdstip UTC |
| --------------------------- | ---- | ------------ |
| Eerste contact bijschaduw   | P1   | 13:33:47.7   |
| Eerste contact kernschaduw  | U1   | 14:32:27.9   |
| Kernschaduw compleet vanaf  | U2   | 14:33:00.1   |
| Bijschaduw compleet vanaf   | P2   | 15:36:45.7   |
| Maximum eclips              | GE   | 16:13:22.9   |
| Bijschaduw compleet t/m     | P3   | 16:49:52.2   |
| Kernschaduw compleet t/m    | U3   | 17:53:44.7   |
| Laatste contact kernschaduw | U4   | 17:54:12.9   |
| Laatste contact bijschaduw  | P4   | 18:52:59.8   |

## Zichtbaarheid
De totale verduistering was achtereenvolgens te zien in de volgende gebieden:

### Chili
1. Araucanía
2. Los Rios

### Argentinië
1. Rio Negro
2. Buenos Aires